# Effet Mpemba
Pour les articles homonymes, voir Mpemba.
L'effet Mpemba est une constatation empirique selon laquelle l’eau chaude gèlerait plus vite que l’eau froide dans des conditions de refroidissement similaires.
Cet effet est aussi parfois nommé « paradoxe Mpemba » car l'eau doit obligatoirement repasser par une température inférieure en refroidissant, et prendre a priori plus de temps à refroidir qu'à une température plus basse.
Ce phénomène n'est pas systématique et n'apparaît que sous certaines conditions.
Supposément connu depuis l'Antiquité, cet effet a été redécouvert en 1963 par un élève tanzanien, Erasto Mpemba, et diffusé dans la communauté scientifique à partir de cette date.

## Histoire

### Origines revendiquées
L'effet aurait été connu de savants de l’Antiquité, tel Aristote. Celui-ci décrit un effet similaire et l'attribue à l’antiperistasis, qu’il définit comme « l'amélioration d’une qualité due à un entourage de qualité opposée ». Aristote, cependant, utilisait ce terme d’une façon assez générale, pour expliquer par exemple la température constante du corps humain, phénomène qui sera expliqué bien plus tard et qui prouvera la fausseté des théories du savant grec. 
À l'époque moderne, dès la Renaissance, ce phénomène apparaît dans les textes scientifiques comme ceux écrits par Francis Bacon et René Descartes. Toutefois, aucun d'entre eux ne le décrivit clairement et seuls des rapprochements furent faits.

### L'observation de Mpemba
Erasto Mpemba était encore élève du secondaire lorsqu'il observa, durant des cours de cuisine, que son lait chaud, mis au congélateur, se transformait plus rapidement en crème glacée que la même préparation déjà froide. Aidé du Dr Denis Osborne (en), alors professeur de physique à Dar es Salam, il publia les données des expériences menées sur le sujet en 1969 ; l'article fut republié en 1979,.

### Contestations de l'existence du phénomène
Une étude de 2016 aboutit à la conclusion que, dans un contexte rigoureux avec un protocole strict, l'existence même de l'effet Mpemba n'est pas démontrée. Mais des voix se sont élevées pour expliquer que la définition retenue dans cette étude de l'effet Mpemba n'est pas la bonne car elle ne s'intéresse pas à la transformation en glace, seulement à la baisse de température jusqu'à 0 °C, ce qui est très différent (l'eau ne gèle pas instantanément à 0 °C).
En septembre 2020, une étude de l'université de Cambridge souligne les conditions très particulières qui peuvent amener à envisager ce phénomène : celui-ci pourrait s'expliquer non par le fait que l'eau chaude gèle en effet plus vite que l'eau froide parce qu'elle est justement chaude, mais par exemple par les récipients utilisés pour l'expérience. De plus, un certain flou semble exister sur les méthodes scientifiques et les conditions initiales des expériences menées (qualité de l'eau utilisée mal définie, températures initiales fluctuantes, etc.).

## Description des observations

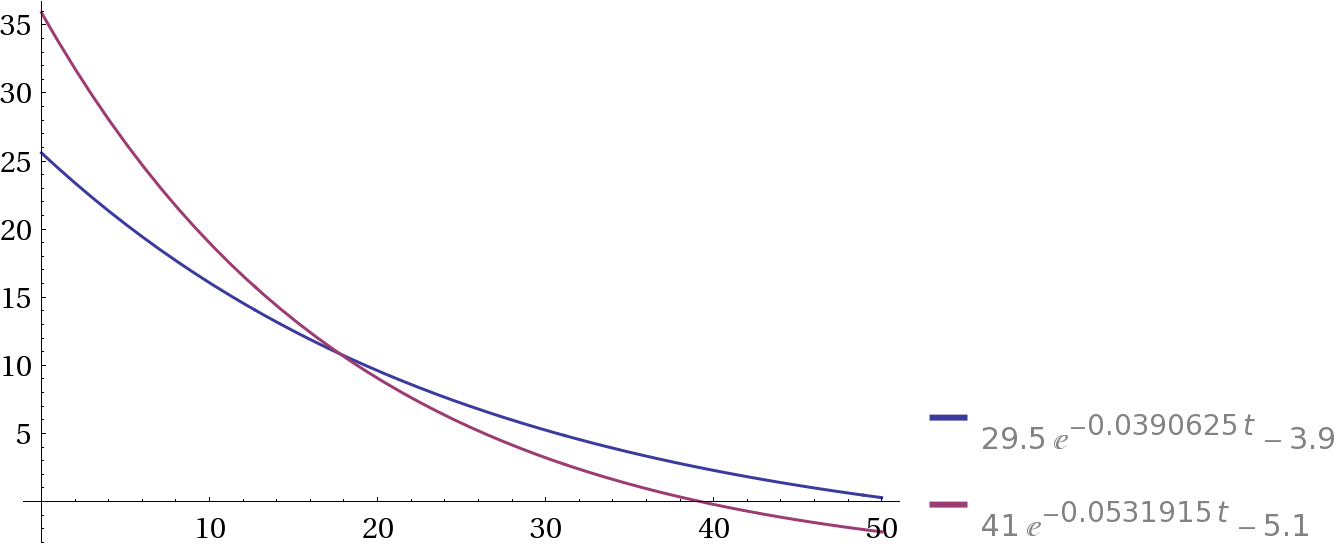
Décroissance de la température de l'eau avec une température initiale (rouge) et (bleu) jusqu'au gel. L'eau à gèle en 40 min, et l'eau à gèle en 50 min.

Des expériences menées depuis la fin du XXe siècle ont permis d'observer que de l'eau chaude pouvait refroidir plus rapidement que de l'eau froide.
Cet effet n’est pas « universel » (systématique) : seules des conditions précises permettent de l’observer, sans que l'on comprenne exactement pourquoi.
Actuellement[Quand ?], toutes les expériences connues qui ont permis d'observer ce phénomène ont été réalisées avec les conditions d'expérience suivantes :
- milieu extérieur : convection naturelle d'air contrôlée en température (réfrigérateur) ;
- surface libre permettant un échange de matière entre l'eau et l'air (possibilité d'évaporation et ou de dissolution de gaz) ;
- pas d'agitation mécanique de l'eau.

Parmi les conditions qui peuvent influer sur l'apparition de cet effet, on trouve :
- la présence de gaz dissous ou d'impuretés dans l'eau ;
- la taille, la forme ou le matériau du récipient ;
- la condition de réfrigération (température imposée, flux imposé, etc.) ;
- l'agitation ou non de l'eau.

Les caractéristiques de l'effet sont, selon Xi, Zengsheng, Chang et al., les suivantes :
- l'eau chaude refroidit plus rapidement que l'eau froide, toutes choses étant égales par ailleurs ;
- l'évolution de la température de l'eau s'approche fortement d'une décroissance exponentielle, à un taux dépendant de la température initiale ;
- le temps de refroidissement jusqu'au gel dépend, pour une même masse d'eau de même température initiale, des conditions expérimentales (surface d'exposition, volume, etc.) ;
- la surface de l'eau est plus chaude que l'eau au fond d'un bécher lors du processus de refroidissement. Cela s'explique, selon Xi, Zengsheng, Chang et al. par une capacité thermique plus forte de la surface, due à des liaisons covalentes H-O plus courtes et plus fortes.

## Explications
Il n'y a pas encore au début du XXIe siècle d'explication claire et unanimement validée par la communauté scientifique.
L'effet Mpemba serait lié à une somme entre différents effets, comme :
- l'évaporation (moins de liquide à refroidir, mais le phénomène subsisterait en milieu clos[14]) ;
- la présence moindre des gaz dissous dans un liquide chaud ;
- le phénomène de convection qui accélère les transferts thermiques ;
- les effets environnementaux tels que l’isolation due au givre ;
- un effet de surfusion ;
- l'effet d'éventuels solutés, notamment le calcium et le carbonate de magnésium, qui vont abaisser la température de fusion ;
- la définition ambiguë d’eau « gelée » : est-ce une eau à 0 °C ou une eau à l’état solide ;
- la détermination de la température : parle-t-on de température locale (si oui, où ?) ou de température moyenne.

En 2012, Erasto Mpemba a nommé le doctorant croate en chimie Nikola Bregović comme étant le vainqueur au concours de la Royal Society of Chemistry. Selon Nikola Bregović, qui a observé l'effet et discute des possibles causes, les raisons logiques de l'effet Mpemba sont la convection et la surfusion ; il a admis tout de même que le mystère n’est pas pour autant résolu.
En octobre 2013, trois chercheurs chinois (Xi Zhang, Yongli Huang, Zengsheng Ma et Chang Q Sun) proposent une explication de l'effet Mpemba, sans que cette explication n'ait encore été validée par la communauté scientifique. Selon ces chercheurs, l'effet est dû à la liaison covalente H-O de l'eau, qui stocke de l'énergie quand l'eau est préalablement réchauffée, en devenant plus courte et plus forte, tandis que la liaison hydrogène O:H, formée par le doublet non liant de l'oxygène avec un H d'une autre molécule d'eau, s'allonge et perd de l'énergie. Lors du refroidissement, l'énergie stockée est restituée à un rythme d'autant plus grand que la liaison covalente est courte. La décroissance exponentielle de la température de l'eau peut être prédite et calculée selon ce modèle.
On ne sait pas si cet effet est propre à l’eau ou s’il est universel - l’expérience de Mpemba avec les crèmes glacées (mélange constitué majoritairement d'eau) semble attester d’un phénomène assez général, mais les expériences en laboratoire n’ont été menées qu’avec de l’eau distillée.

## Généralisation
En 2024, on appelle effet Mpemba tout phénomène par lequel un système à température initiale élevée se refroidit plus rapidement qu'à une température initiale plus basse, dans le même environnement. Il en existe désormais d'autres exemples que celui de la congélation de l'eau, notamment pour les solutions colloïdales. Un refroidissement anormal a ainsi été prédit puis réalisé dans des colloïdes piégés, qui présentent plusieurs régimes dont la durée du refroidissement n'est pas une fonction monotone de la température initiale, le temps de refroidissement diminuant par exemple deux fois en fonction de la température initiale, un phénomène appelé double effet Mpemba.